# Graphipterus multiguttatus
Graphipterus multiguttatus es una especie de escarabajo del género Graphipterus, familia Carabidae, orden Coleoptera. Fue descrita científicamente por Olivier en 1790.

## Descripción
El macho mide 10,0-15 milímetros de longitud y la hembra 11,5-16,0 milímetros.

## Distribución
Se distribuye por Egipto, Israel y Jordania.